# 레이저우반도

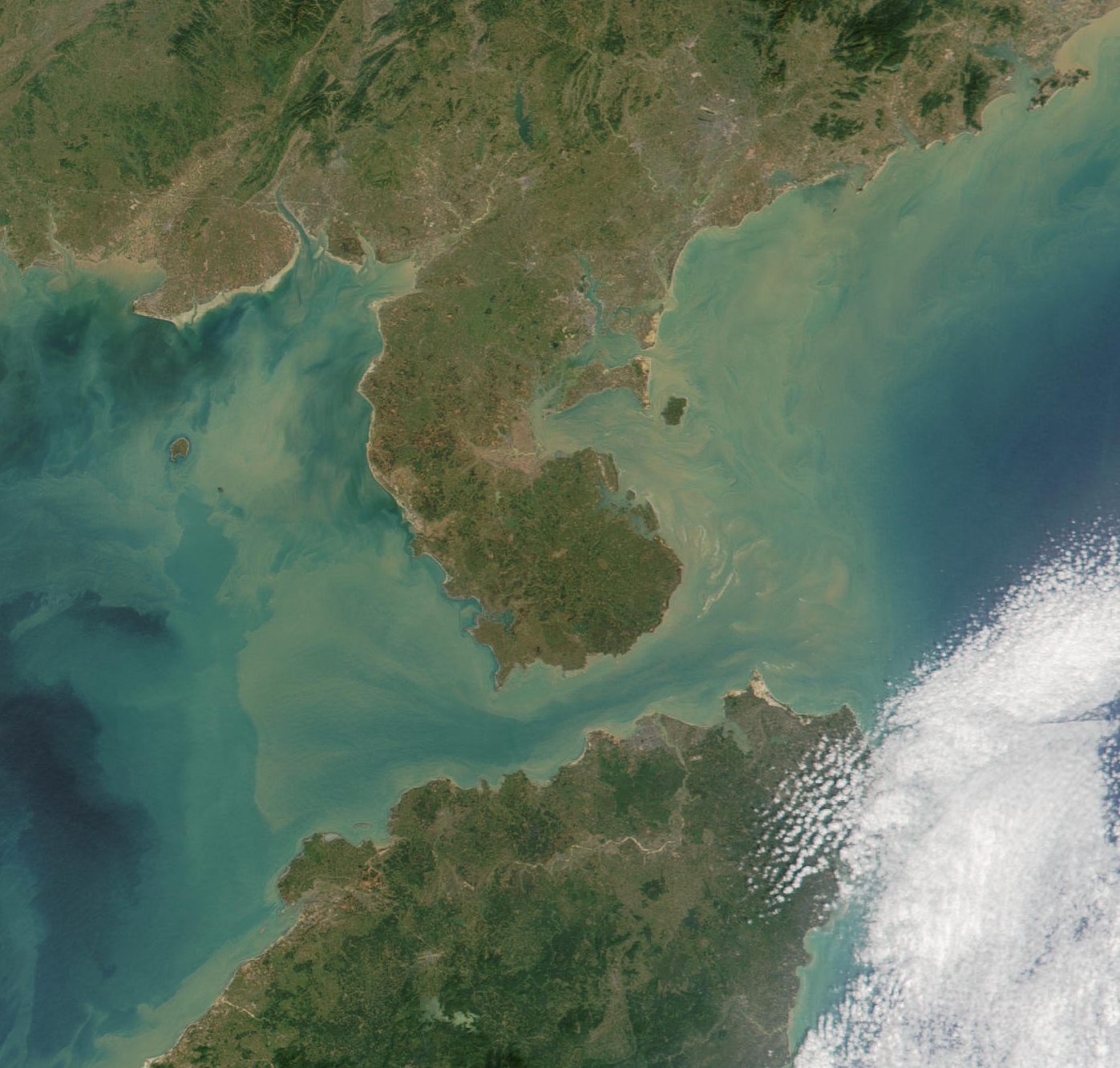
레이저우반도의 위성 사진

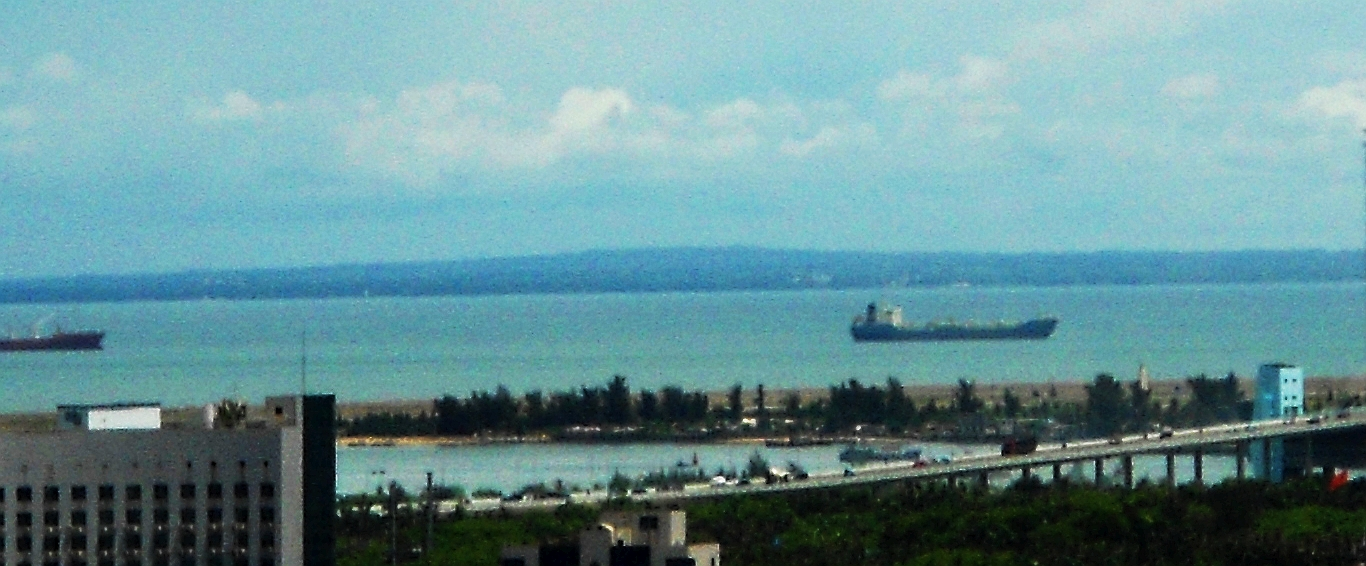
하이커우에서 바라본 레이저우반도

레이저우반도(중국어 간체자: 雷州半岛, 정체자: 雷州半島, 병음: léizhōu bàndǎo, 광둥어: lui4 zau1 bun3 dou2)는 중국 광둥성 남부의 반도이다.
서쪽으로 통킹만이 있으며, 남쪽으로 충저우 해협을 사이에 두고 하이난섬이 위치하고 있다.

## 같이 보기
- 진장시
- 광저우만 조차지